# Porsche RS Spyder
Der RS Spyder ist ein von Porsche nach dem vom Automobile Club de l’Ouest (ACO) aufgestellten Reglement für die Le-Mans-Prototypenklasse LMP2 entwickelter Rennsportwagen. Er wurde Ende des Jahres 2005 von Porsche vorgestellt und wurde ursprünglich exklusiv vom Motorsport-Team Penske Racing in der American Le Mans Series (ALMS) eingesetzt. Das Renndebüt des neuen Porsche Spyder war zunächst für den 1. Oktober 2005 beim 1000-Meilen-Rennen von Road Atlanta geplant, wurde aber auf das 15 Tage später stattfindende 4-Stunden-Rennen von Laguna Seca verlegt.
Ab dem Jahr 2007 stand das Fahrzeug auch für Kundenteams zum Kauf bereit. Der Preis für den LMP2-Rennwagen betrug 1,2 Millionen Euro.

## Allgemeines
Der RS Spyder wird bei Porsche intern als Typ 9R6 bezeichnet und war der erste komplett neu ausschließlich für den Motorsport konzipierte und entwickelte Rennwagen seit dem Le Mans Doppelsieger 911 GT1. Der erste Rollout des Rennwagens erfolgte im Juni 2005 auf der Prüfstrecke in Weissach vom Porsche-Werksfahrer Sascha Maassen, gefolgt vom ersten Testtag auf dem Circuito do Estoril im Juli 2005. Im Rahmen des vom 30. September bis 15. Oktober 2006 stattgefundenen Pariser Auto-Salon präsentierte Porsche der Öffentlichkeit erstmals den weiterentwickelten RS Spyder für die ALMS-Saison 2007.

## Chassis und Karosserie

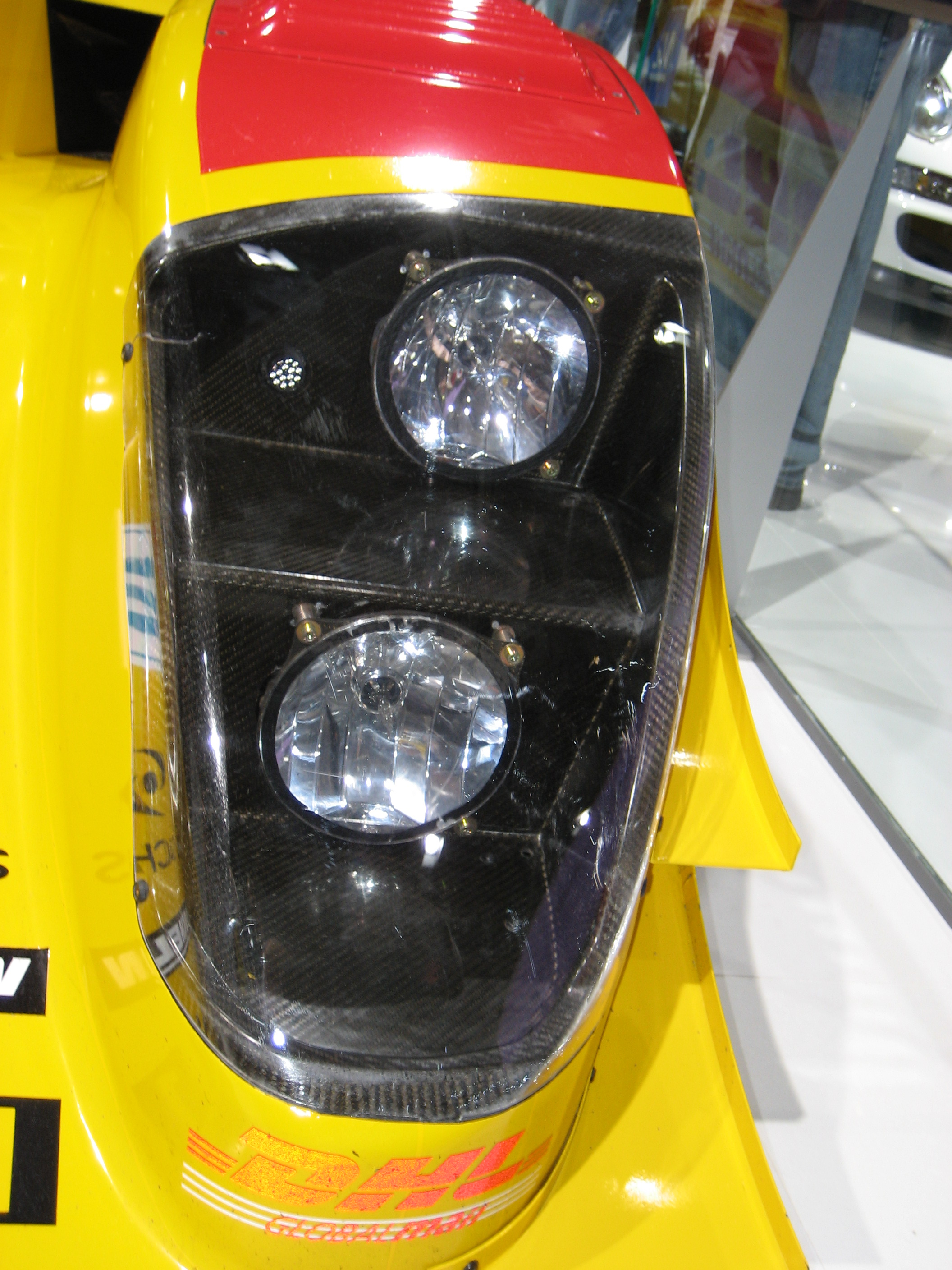
Linker Frontscheinwerfer mit „Flap“ (rechts, am Bildrand)

### Chassis
Das Chassis ist ein zweisitziges Monocoque, das zusammen mit der angeflanschten Motor- und Getriebeeinheit als tragendes Teil des Fahrzeugs fungiert. Das Monocoque ist mit integrierten Crashstrukturen und Sicherheitstankzelle sowie der vorderen Crashstruktur (Fahrzeugnase) aus kohlenstofffaserverstärktem Kunststoff (CfK, „Carbon“) nach neuesten Erkenntnissen gefertigt. Der Kopfschutz des Fahrers wird über eine Kopfstütze mit Kopfschutz gemäß FIA-Reglement gewährleistet. Um den extremen Verzögerungswerten beim Bremsen standhalten zu können, wird der Fahrer von einem 6-Punkt Sicherheitsgurt, der auch für das HANS-System vorbereitet ist, festgehalten.

### Karosserie
Über das CfK-Chassis windet sich eine mehrteilige, aus Front-, Seiten- und Heckverkleidung bestehende und sowohl nach aero- als auch nach thermodynamischen Gesichtspunkten ausgelegte Karosserie aus CfK. Die Verkleidung ist analog zur Karosserie als mehrteilige Front-, Seiten- und Heckverkleidung aus CfK/Aramid ausgeführt. Den Karosserieabschluss bildet ein mit 2 verstellbaren Flügelelementen versehener Heckflügel.

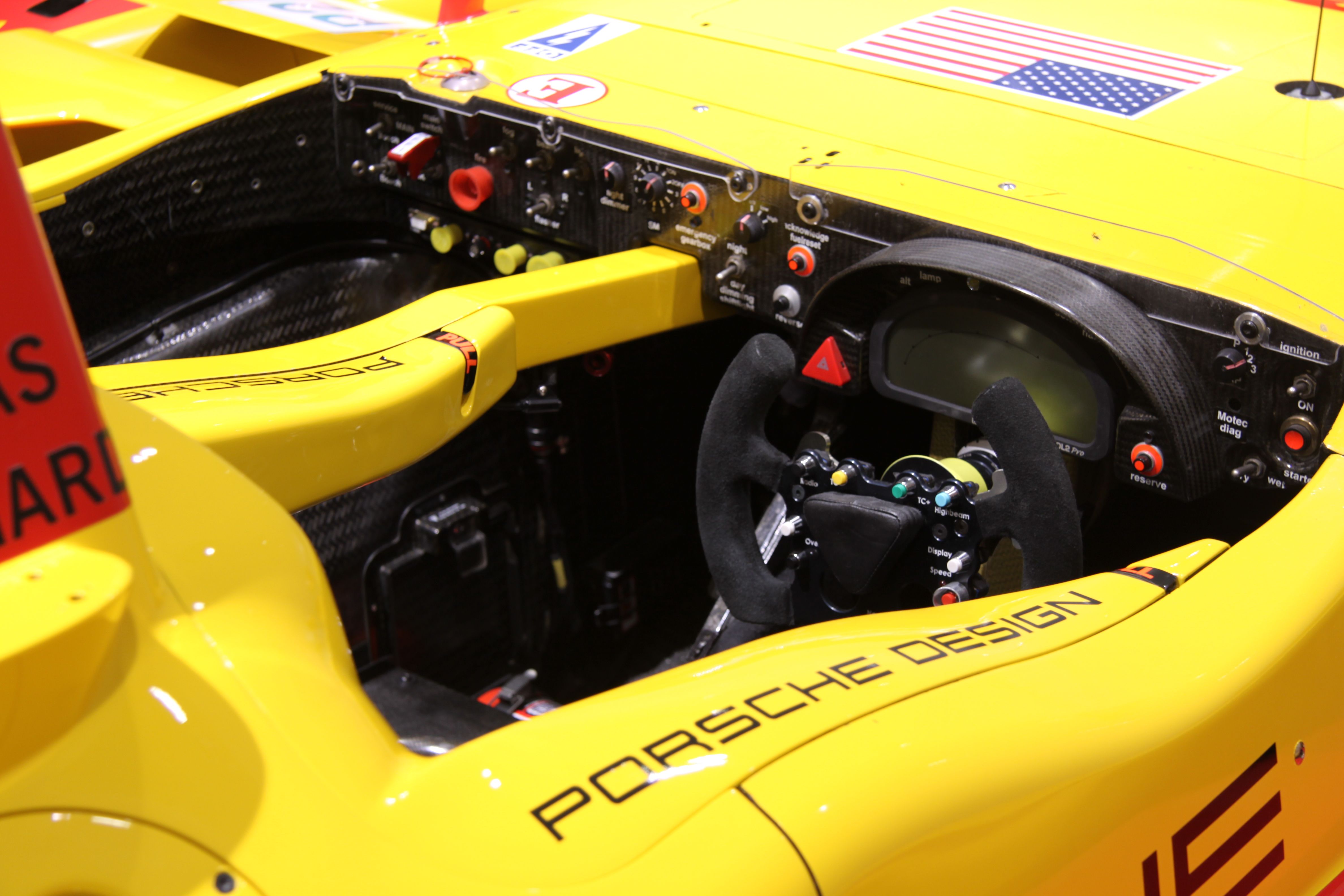
Cockpit des Porsche RS Spyder
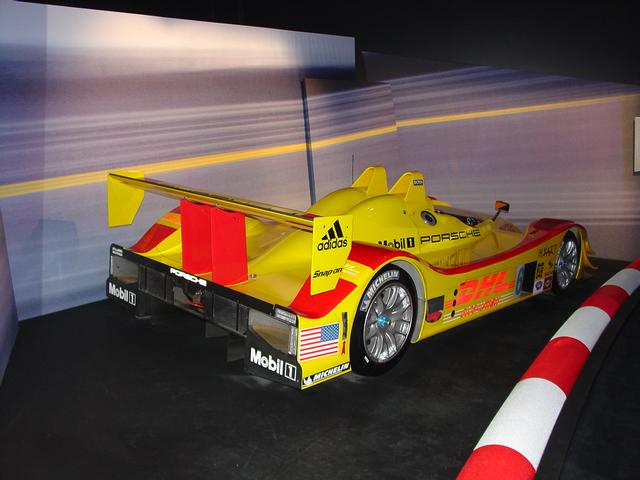
Das Heck des RS Spyder mit dem markanten Heckflügel
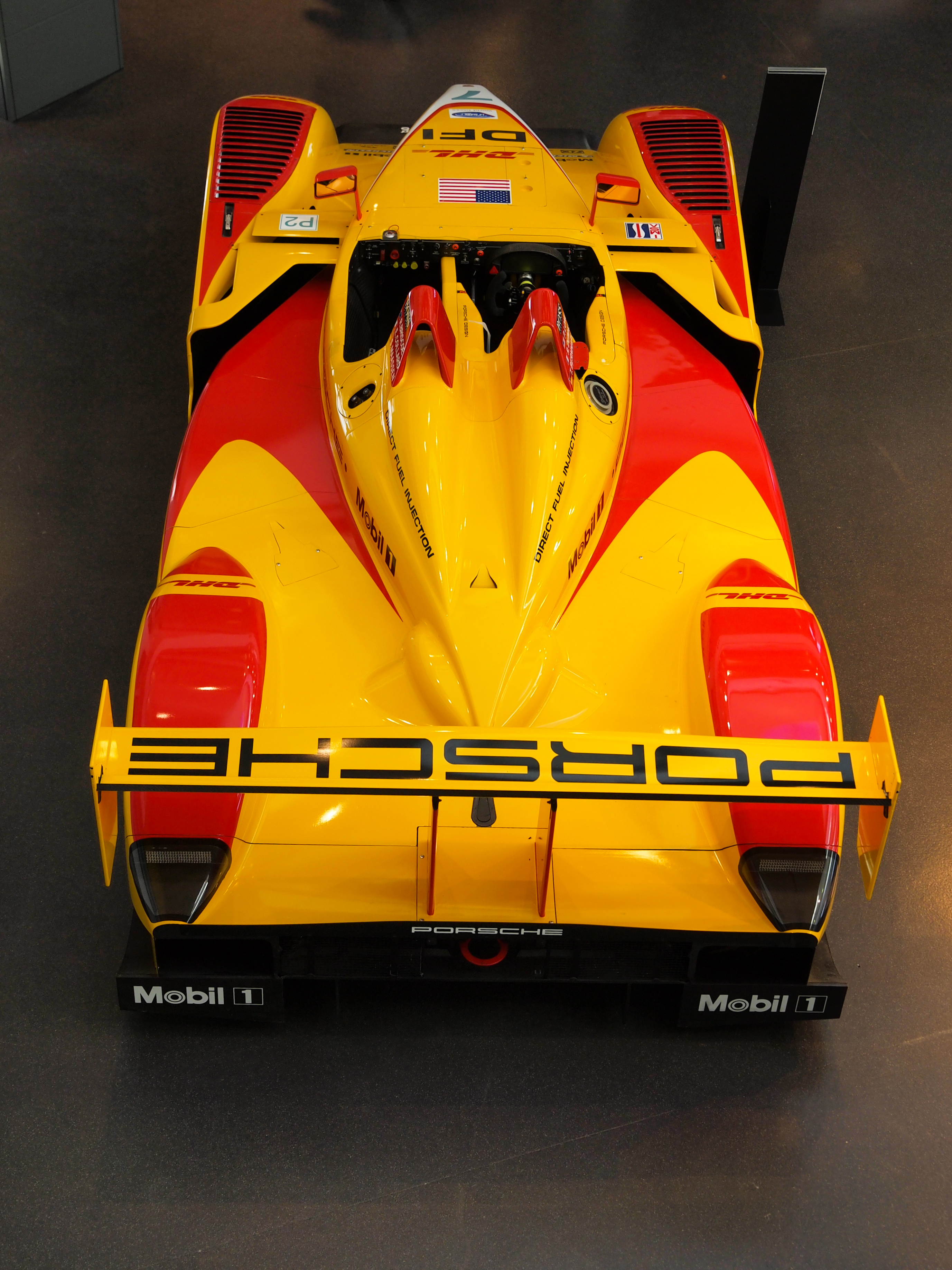
In der Draufsicht ist die 3-teilige Chassisstruktur gut wiedererkennbar
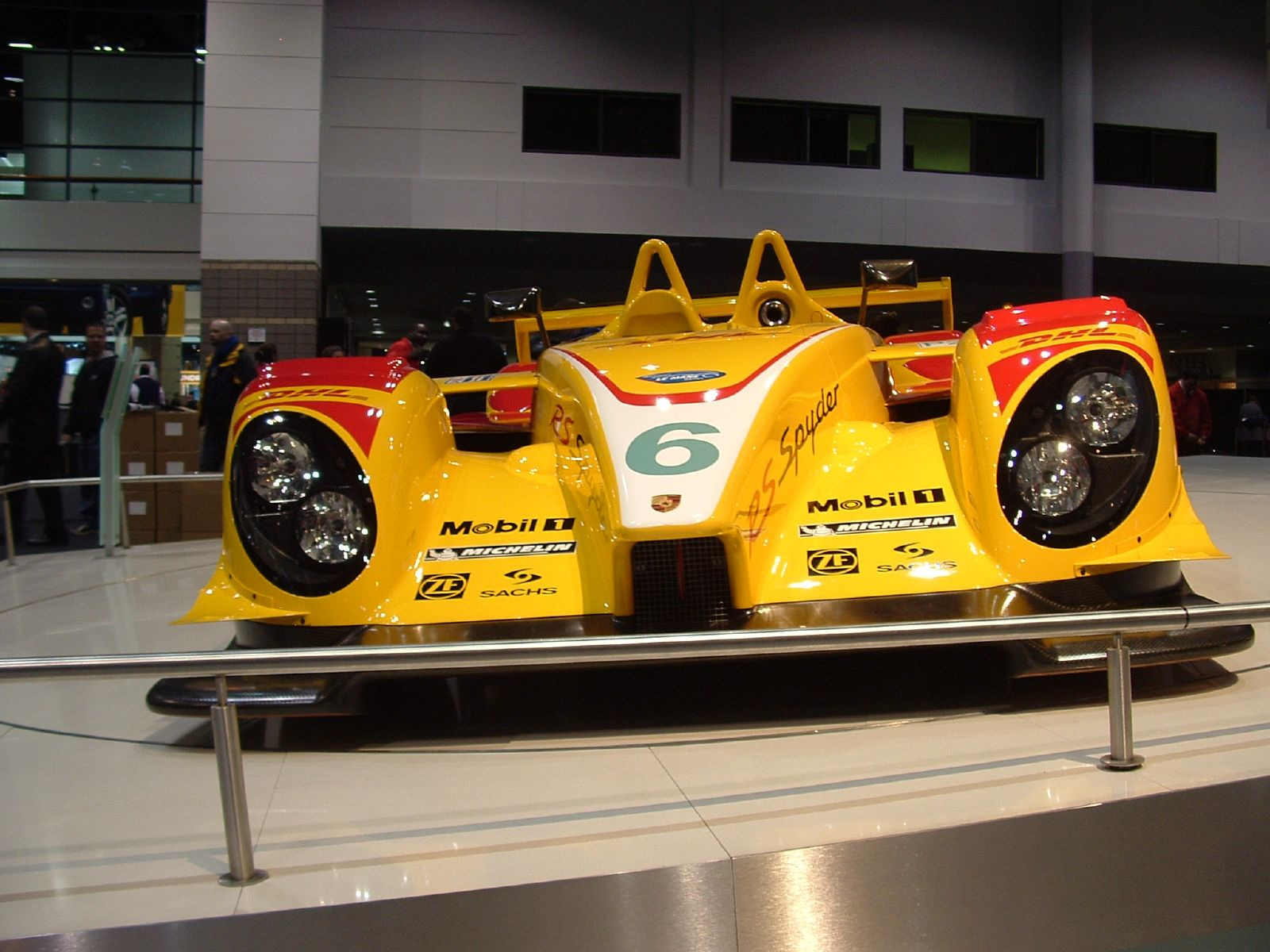
Im Front-, Mittel und Heckbereich verbessern Abtriebshilfen die Aerodynamik

## Motor und Getriebe

### Motor

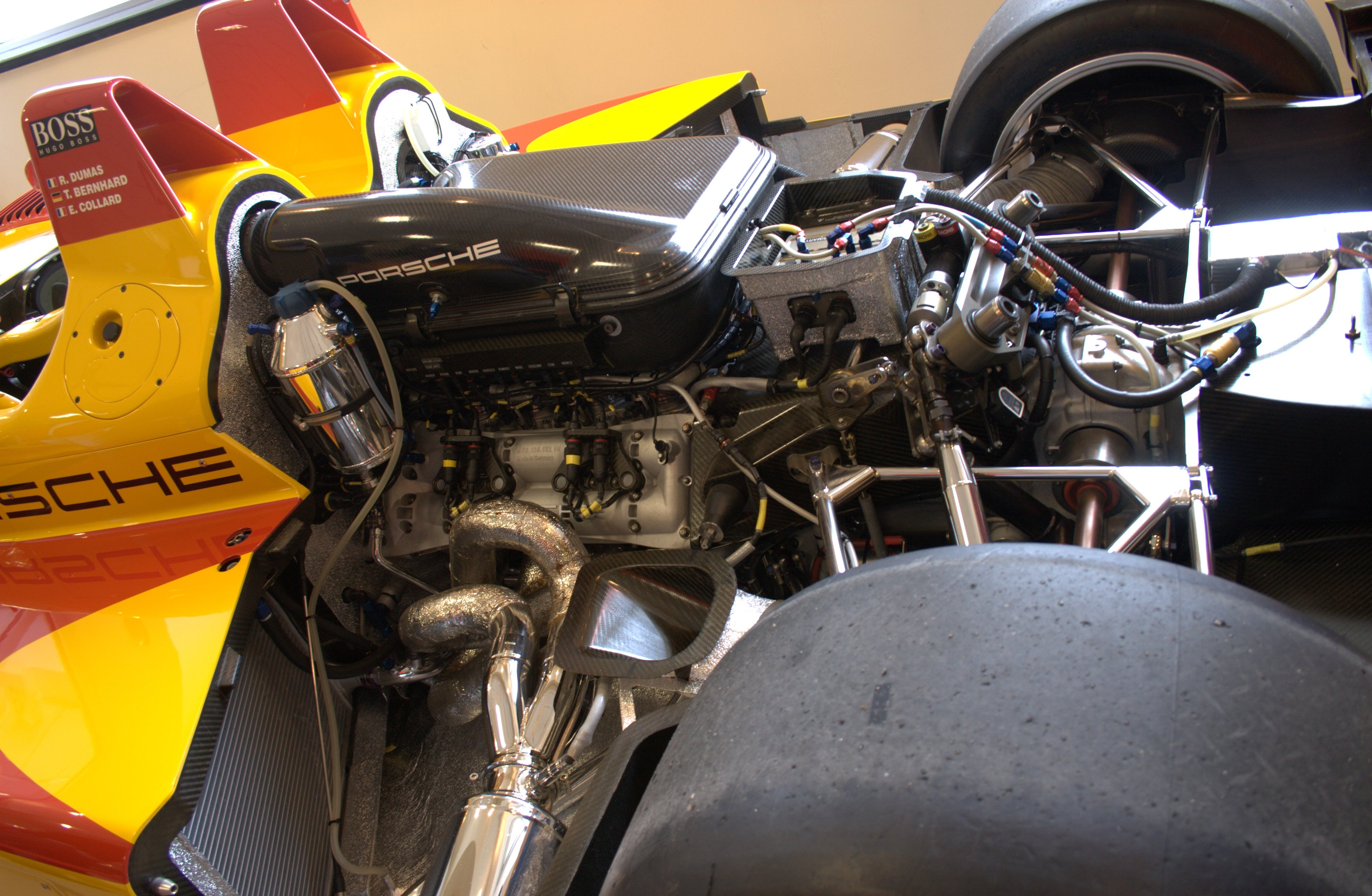
Der 3,4 Liter V8-Motor des RS Spyder. Gut zu erkennen sind die Airbox (oben links, mit „PORSCHE“-Schriftzug), das Getriebe vom Typ GR6 und die Querlenker sowie die beiden Antriebswellen.

Der RS Spyder hat einen ca. 3,4 Liter (3397 cm³) großen 90-Grad-V8-Saugmotor, der gemäß dem LMP2-Reglement von einem 44 mm Durchmesser messenden Luftmengenbegrenzer auf eine Maximalleistung von 353 kW (480 PS) bei 10.300/min eingebremst wird. Seine Literleistung liegt damit bei 103,62 kW (141,3 PS). Der Porsche-intern als Typ MR6 bezeichnete Hochleistungsmotor erreicht sein maximales Drehmoment von 370 Nm bei einer Drehzahl von 7500/min. Die Ansauganlage ist mit Einzeldrosselklappen ausgestattet. Die Öffnungszeiten der 4 Ventile je Zylinder werden von je 2 obenliegenden Nockenwellen (dohc) gesteuert. Die Ölversorgung wird über eine Trockensumpfschmierung mitsamt Öl-Wasser-Wärmetauscher sichergestellt. Die Abgase entweichen über einen offenen Fächerkrümmer.

### Getriebe
Die Kraftübertragung übernimmt das mit der Typenbezeichnung Porsche GR6 versehene, sequentielle und geradeverzahnte Klauengetriebe. Das in einem Aluminiumgehäuse untergebrachte Getriebe ist längs eingebaut und als mittragendes Teil in das Fahrzeugchassis integriert. Die Gangwechsel erfolgen elektropneumatisch über am Lenkrad angebrachte Schalter. Um die vorhandenen 353 kW sicher in Vortrieb umzuwandeln ist der RS Spyder noch mit einem mechanischen Sperrdifferential und einer Traktionskontrolle ausgestattet. Für auch unter den harten Rennbedingungen sichere Gangwechsel ist eine 3-Scheiben Kohlenstofffaser-Rennkupplung des Schweinfurter Getriebespezialisten ZF Sachs montiert.

## Fahrwerk

### Radaufhängung

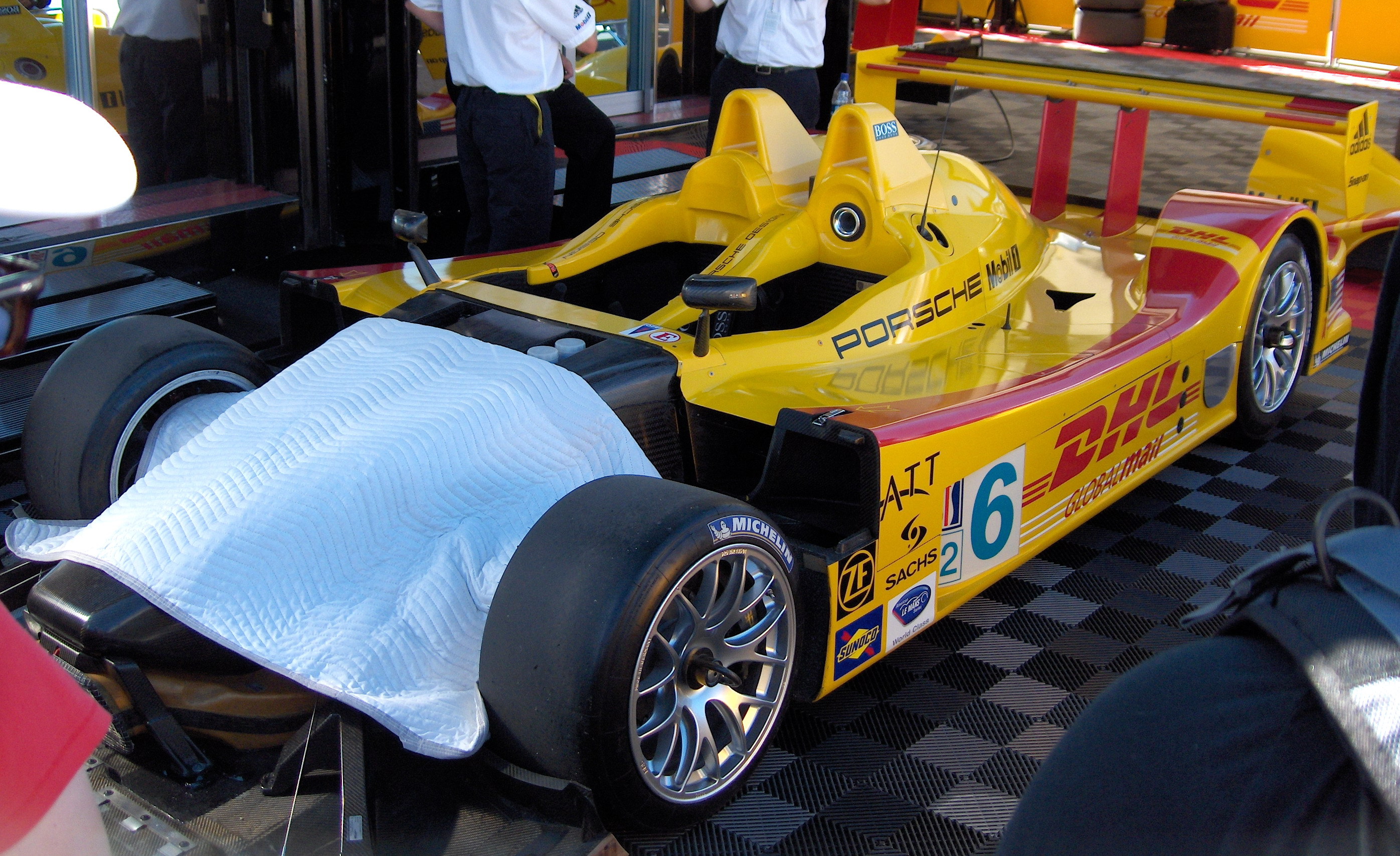
Die Front des RS Spyder mit entfernter Frontverkleidung

Die Räder des RS Spyder sind vorn und hinten einzeln an doppelten Dreieckslenkern aufgehängt. Bodenfreiheit, Sturz und Spur sind verstellbar. Die 4-Wege-Feder-Dämpfer-Einheiten mit Drehstabfedern, Dämpfern und einstellbaren Stabilisatoren werden über Druckstangen (so genannte Pushrods) betätigt. Gelenkt wird mit einer servounterstützten Zahnstangenlenkung.

### Reifen
Die Verbindung des Wagens zur Straße wird durch Rennreifen der Dimension 29/65/18 (vorne) und 31/71/18 (hinten) hergestellt, die vom Porsche Hauslieferanten und Porsche Carrera Cup und Porsche Supercup Ausrüsters Michelin geliefert werden. Die Slicks des RS Spyder sind an der Vorderachse auf 7,5 kg, an der Hinterachse auf 8,5 kg schweren einteiligen 18-Zoll-Leichtmetallrädern mit Zentralverschluss aufgezogen.

### Bremsen
Für eine standesgemäße Verzögerung auch aus höheren Geschwindigkeiten sind Innenbelüftete Kohlenstofffaser-Bremsscheiben mit Sechskolben-Festsätteln aus Aluminium zuständig. Der maximale Durchmesser der Bremsscheiben von 380 mm an der Vorderachse und 355 mm an der Hinterachse wurde im LMP2-Reglement vorgeschrieben. Betätigt wird die Bremsanlage über einen Doppel-Hauptbremszylinder mit variabler Bremskraftverteilung.

## Renneinsätze und Rennerfolge

### American Le Mans Series
Für die Zuffenhausener war das Saisondebüt des RS Spyder in der LMP2-Klasse ein überaus erfolgreicher Einstand in die American Le Mans Series 2006. Insgesamt konnten 8 von 10 Rennen durch die Porsche-Werksfahrer gewonnen werden. Am Ende der 2006er-Saison standen sowohl der Titel in der Fahrer- als auch in der Teamwertung zu Buche.

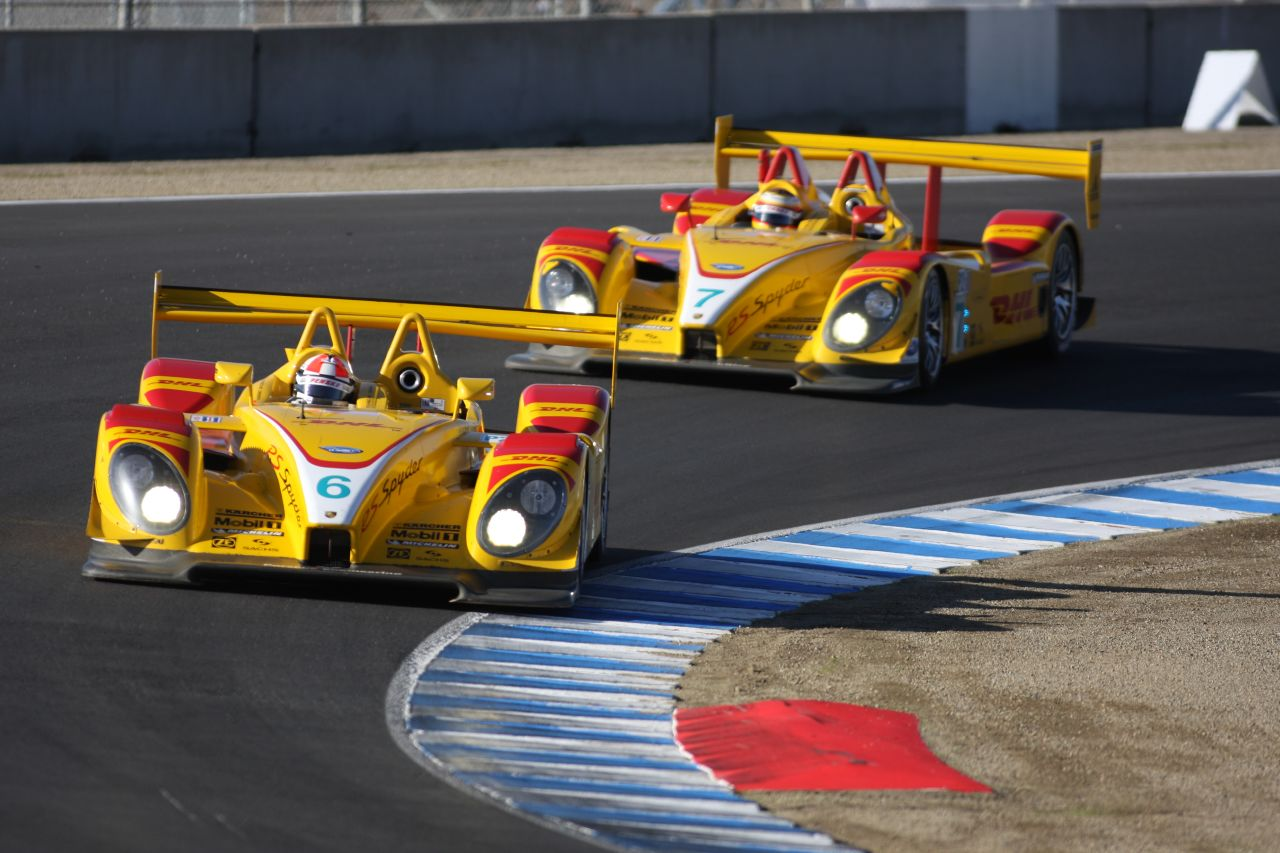
Beide Penske RS Spyder 2007 in Laguna Seca

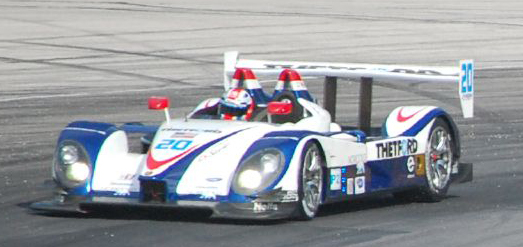
Einer der beiden Dyson RS Spyder beim Rennen in Road America 2007

Für die ALMS-Saison 2007 wurde eine Ausbaustufe des RS Spyder eingesetzt, die mit mehr Leistung und geringfügig verbesserter Aerodynamik einen weiteren Titelgewinn der Stuttgarter erbringen sollte. Seit Porsches Rückkehr in den Prototypensport wurde mit dem RS Spyder 2006 erstmals wieder eine komplette Saison absolviert. Mit dem erfahrenen Partner Penske Racing wurde Porsche von Rennen zu Rennen stärker, wobei der RS Spyder vor allem auf den engen und kurvigen Pisten über die klassische Distanz von 2:45 Stunden seine konstruktionsbedingten Vorteile ausspielen konnte. So fuhren die beiden in den Farben des Hauptsponsors DHL lackierten Spyder zum Doppelsieg beim dritten Rennen der Saison in Mid-Ohio. Ein Novum in der Geschichte der American Le Mans Series und der gesamten Le-Mans-Prototypen-Kategorie: Niemals zuvor war es zwei Sportprototypen der LMP2-Klasse gelungen, nicht nur die eigenen Konkurrenten in der LMP2, sondern auch die reglementsbedingt leistungsstärkeren Boliden der LMP1-Klasse hinter sich zu lassen. Am Ende der ALMS-Saison 2007 hatte Porsche mit dem Partner Penske Racing ganze 8 Gesamt- und weitere 3 Klassensiege eingefahren. Zudem konnte Porsche zwei weitere RS Spyder an das erste Kundenteam Dyson Racing verkaufen, die ihrerseits die Saison auf dem zweiten Platz in der Teamwertung beendeten.

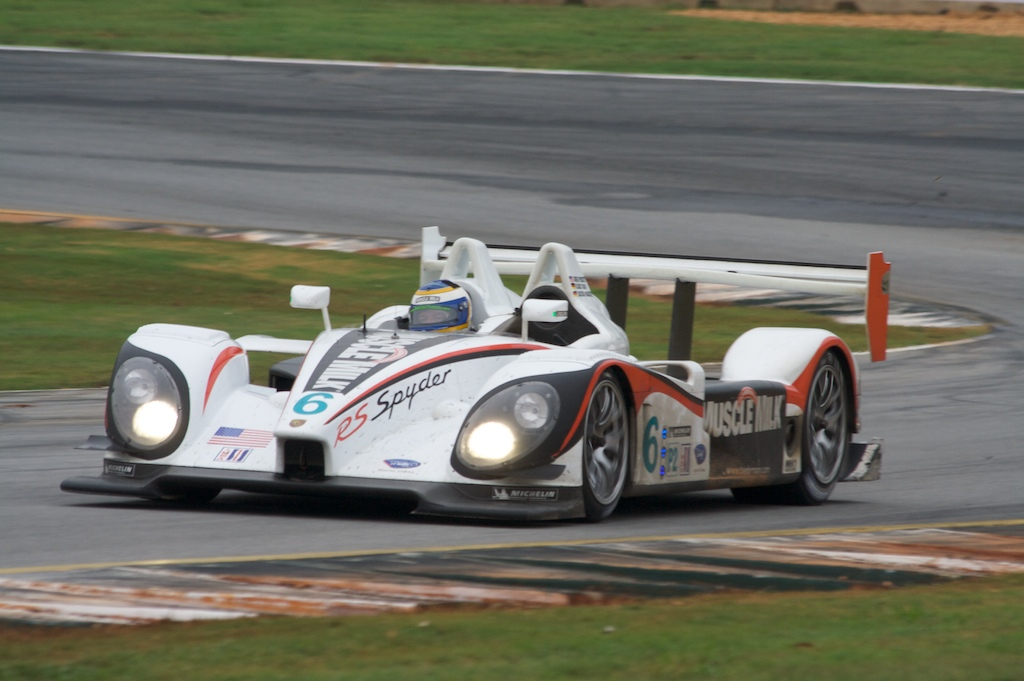
Porsche RS Spyder in den Händen von Klaus Graf beim Petit Le Mans 2009

Begann die American Le Mans Series 2008 zunächst mit einem Doppelsieg für den RS Spyder beim 12-Stunden-Rennen von Sebring, das Porsche zuletzt 1988 gewinnen konnte, erstarkte im Laufe des Jahres zunehmend die Konkurrenz. Mit dem Autohersteller Acura war bereits 2007 ein neuer Wagen in die Klasse eingetreten. Vor allem der von David Brabham und Scott Sharp pilotierte Acura ARX-01b holte schnell auf Titelverteidiger Timo Bernhard und Romain Dumas auf. Vor dem vorletzten Lauf in Road Atlanta war der Vorsprung in der Teamwertung auf 11 Zähler geschrumpft und Highcroft Racing bereits am Kundenteam Dyson Racing vorbeigezogen. Roger Penske brachte daher zum Petit Le Mans einen weiteren RS Spyder an den Start. Die beiden Fahrer Ryan Briscoe und Hélio Castroneves beendeten ihren ersten gemeinsamen Einsatz als Klassensieger der LMP2. Dahinter folgten drei weitere RS Spyder von Penske und Dyson Racing, während Hauptkonkurrent Highcroft ausfiel. Somit verteidigte Penske zwei Jahre in Folge die Team- und Fahrermeisterschaft der LMP2 und zog sich am Ende der Saison aus der American Le Mans Series zurück. Auch Teameigner Rob Dyson trat 2009 nicht mit dem RS Spyder an, sondern bevorzugte stattdessen einen Einsatz als Werksteam für Mazda. Jedoch veräußerte Dyson eines seiner beiden Vorjahresfahrzeuge an Greg Pickett, der zusammen mit Klaus Graf an den verbleibenden vier US-Läufen der Meisterschaft teilnahm. An die Vorjahresergebnisse von Penske und Dyson konnte das Team indes nicht anknüpfen. Erzielten dennoch in der stark geschrumpften Klasse mehrere Podiumsplatzierungen.
In der Winterpause 2009/2010 wurde die Unterstützung des RS Spyder von Porsche eingestellt. Lediglich das Fahrzeug von Cyptosport wird weiterhin betreut. So nahm Klaus Graf, Gref Pickett und der ehemalige Porsche-Werksfahrer Sascha Maassen am 12-Stunden-Rennen von Sebring teil. In der weiterhin schwach besetzten Prototypenkategorien, konnte das Trio mit dem vierten Gesamtrang erneut einen Klassensieg für den Wagen einfahren.

### Le Mans Series und Le Mans

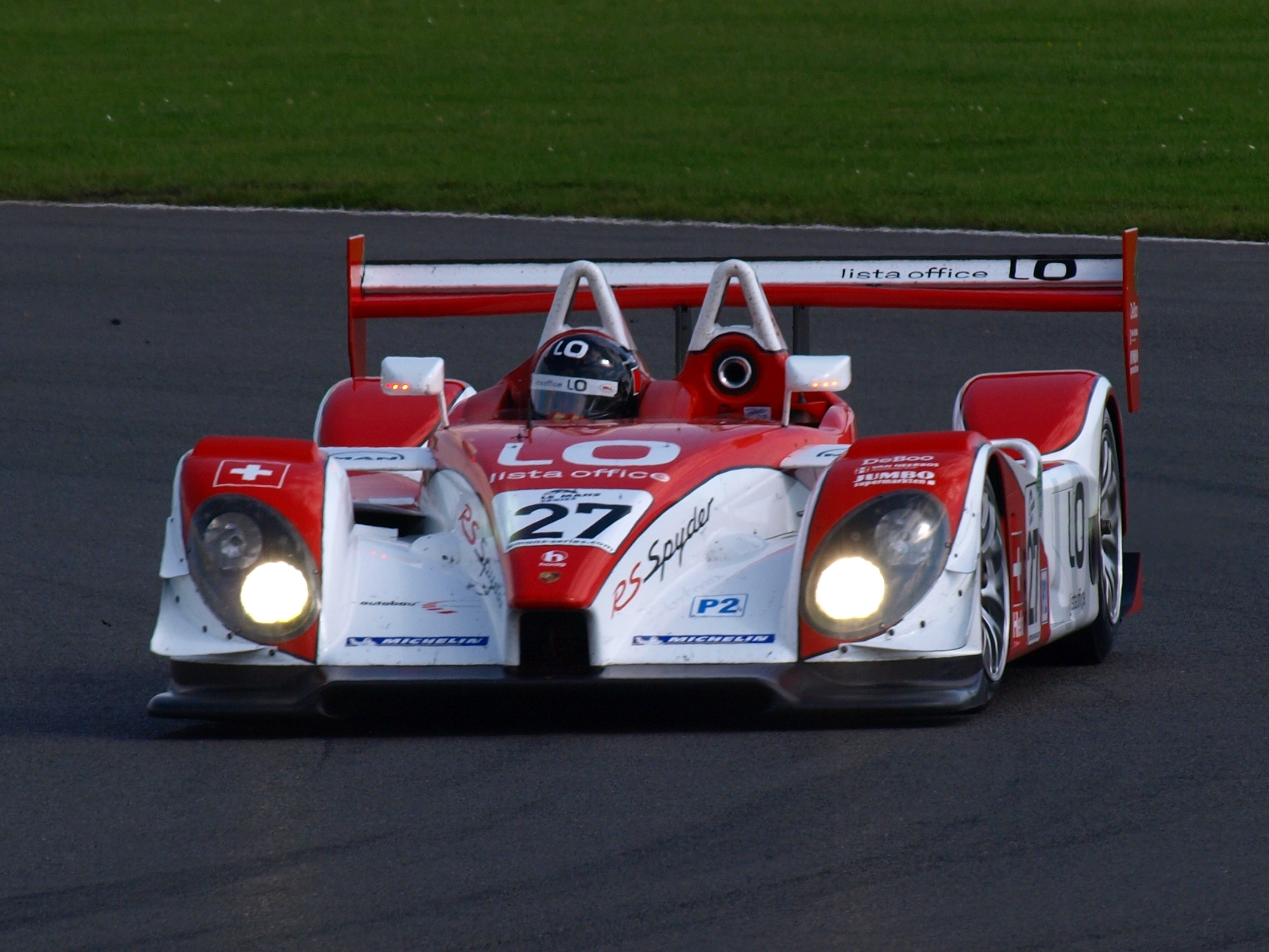
Didier Theys im Horag RS Spyder beim 1000-km-Rennen von Silverstone 2008

Der Einstand des RS Spyder auf europäischen Boden hatte der Wagen beim 1000-km-Rennen von Katalonien der Le Mans Series. Insgesamt drei Teams meldeten sich in der Saison 2008 mit jeweils einem Wagen in der Serie an. So gewannen Jos Verstappen und Peter Van Merksteijn den ersten Lauf in ihrer Klasse. Bis zum Jahresende gewann der RS Spyder von Van Merksteijn Motorsport vier der fünf 1000-km-Rennen und somit die Team- und Fahrermeisterschaft, dabei qualifizierte Verstappen den Wagen bei jedem Rennen im vorderen Mittelfeld der leistungsstärkeren Prototypen der LMP1-Kategorie. Aber auch der Lauf in Monza ging mit Team Essex an ein Porsche-Kundenteam.
Darüber hinaus gewann Horag Racing, der dritte RS Spyder der Saison, die klassenunabhängige ausgetragene Michelin Energy Endurance Challenge als energiesparendster Rennwagen der ganzen Serie. Beim meisterschaftsunabhängigen 24-Stunden-Rennen von Le Mans traten zwei der drei europäischen Teams an, die nach 354 und 347 Runden als Doppelsieger der LMP2-Kategorie abgewinkt wurden. Dabei siegten der spätere LMP2-Meister Jos Verstappen zusammen mit Jeroen Bleekemolen und Peter Van Merksteijn vor dem RS Spyder von Team Essex, gefahren von Casper Elgaard, John Nielsen und Porsche-Werksfahrer Sascha Maassen.
Trotz guter Resultate schrieb sich 2009 keines der Teams für eine weitere Saison ein, lediglich Team Essex fuhr beim 1000-km-Rennen von Spa-Francorchamps als Vorbereitung für das folgende 24-Stunden-Rennen von Le Mans. Die Fahrer Elgaard, Kristian Poulsen und Emmanuel Collard gewannen in beiden Läufen die Wertung der LMP2. In Le Mans sah es zudem lange nach einem Doppelsieg für den RS Spyder aus. Jedoch verunglückte Seiji Ara rund eine Stunde vor Rennende schwer. Er und seine Teamkollegen Keisuke Kunimoto und Sascha Maassen hatten zu dem Zeitpunkt bereits 339 Runden absolviert, das trotz des Unfalls für einen Podiumsplatzierung in der LMP2-Klasse ausgereicht hätte.

### Tabelle aller Rennsiege
| Jahr | Ergebnis      | Rennserie | Rennveranstaltung                       | Team                       | Fahrer                                                        |
| ---- | ------------- | --------- | --------------------------------------- | -------------------------- | ------------------------------------------------------------- |
| 2005 | Klassensieger | ALMS      | Monterey Sports Car Championships       | Penske Racing              | Lucas Luhr Sascha Maassen                                     |
| 2006 | Gesamtsieger  | ALMS      | American Le Mans in Mid-Ohio            | Penske Racing              | Timo Bernhard Romain Dumas                                    |
| 2006 | Klassensieger | ALMS      | New England Grand Prix                  | Penske Racing              | Timo Bernhard Romain Dumas                                    |
| 2006 | Klassensieger | ALMS      | Utah Grand Prix                         | Penske Racing              | Lucas Luhr Sascha Maassen                                     |
| 2006 | Klassensieger | ALMS      | Road America 500                        | Penske Racing              | Sascha Maassen Timo Bernhard                                  |
| 2006 | Klassensieger | ALMS      | Grand Prix von Mosport                  | Penske Racing              | Lucas Luhr Romain Dumas                                       |
| 2006 | Klassensieger | ALMS      | Petit Le Mans                           | Penske Racing              | Sascha Maassen Timo Bernhard Emmanuel Collard                 |
| 2006 | Klassensieger | ALMS      | Monterey Sports Car Championships       | Penske Racing              | Lucas Luhr Romain Dumas                                       |
| 2007 | Klassensieger | ALMS      | Sports Car Challenge von St. Petersburg | Penske Racing              | Sascha Maassen Ryan Briscoe                                   |
| 2007 | Gesamtsieger  | ALMS      | ALMS Grand Prix von Long Beach          | Penske Racing              | Romain Dumas Timo Bernhard                                    |
| 2007 | Gesamtsieger  | ALMS      | Lone Star Grand Prix                    | Penske Racing              | Romain Dumas Timo Bernhard                                    |
| 2007 | Gesamtsieger  | ALMS      | Utah Grand Prix                         | Penske Racing              | Sascha Maassen Ryan Briscoe                                   |
| 2007 | Gesamtsieger  | ALMS      | Northeast Grand Prix                    | Penske Racing              | Sascha Maassen Ryan Briscoe                                   |
| 2007 | Gesamtsieger  | ALMS      | Sports Car Challenge von Mid-Ohio       | Penske Racing              | Romain Dumas Timo Bernhard                                    |
| 2007 | Gesamtsieger  | ALMS      | Road America 500                        | Penske Racing              | Romain Dumas Timo Bernhard                                    |
| 2007 | Gesamtsieger  | ALMS      | Grand Prix von Mosport                  | Penske Racing              | Romain Dumas Timo Bernhard                                    |
| 2007 | Gesamtsieger  | ALMS      | Detroit Sports Car Challenge            | Penske Racing              | Romain Dumas Timo Bernhard                                    |
| 2007 | Klassensieger | ALMS      | Petit Le Mans                           | Penske Racing              | Romain Dumas Timo Bernhard Patrick Long                       |
| 2007 | Klassensieger | ALMS      | Monterey Sports Car Championships       | Penske Racing              | Romain Dumas Timo Bernhard                                    |
| 2008 | Gesamtsieger  | ALMS      | 12-Stunden-Rennen von Sebring           | Penske Racing              | Romain Dumas Timo Bernhard Emmanuel Collard                   |
| 2008 | Klassensieger | ALMS      | Sports Car Challenge von St. Petersburg | Penske Racing              | Romain Dumas Timo Bernhard                                    |
| 2008 | Klassensieger | LMS       | 1000 km Catalunya                       | Van Merksteijn Motorsport  | Peter van Merksteijn senior Jos Verstappen                    |
| 2008 | Klassensieger | LMS       | 1000 km Monza                           | Team Essex                 | Casper Elgaard John Nielsen                                   |
| 2008 | Klassensieger | LMS       | 1000 km Spa-Francorchamps               | Van Merksteijn Motorsport  | Peter van Merksteijn senior Jos Verstappen                    |
| 2008 | Gesamtsieger  | ALMS      | Grand Prix von Utah                     | Penske Racing              | Romain Dumas Timo Bernhard                                    |
| 2008 | Klassensieger | -         | 24-Stunden-Rennen von Le Mans           | Van Merksteijn Motorsport  | Peter van Merksteijn senior Jeroen Bleekemolen Jos Verstappen |
| 2008 | Klassensieger | ALMS      | Sports Car Challenge von Mid-Ohio       | Penske Racing              | Romain Dumas Timo Bernhard                                    |
| 2008 | Klassensieger | LMS       | 1000 km Nürburgring                     | Van Merksteijn Motorsport  | Jos Verstappen Jeroen Bleekemolen                             |
| 2008 | Klassensieger | LMS       | 1000 km Silverstone                     | Van Merksteijn Motorsport  | Peter van Merksteijn senior Jos Verstappen                    |
| 2008 | Klassensieger | ALMS      | Petit Le Mans                           | Penske Racing              | Hélio Castroneves Ryan Briscoe                                |
| 2009 | Klassensieger | LMS       | 1000 km Spa-Francorchamps               | Team Essex                 | Casper Elgaard Kristian Poulsen Emmanuel Collard              |
| 2009 | Klassensieger | -         | 24-Stunden-Rennen von Le Mans           | Team Essex                 | Casper Elgaard Kristian Poulsen Emmanuel Collard              |
| 2010 | Klassensieger | ALMS      | 12-Stunden-Rennen von Sebring           | Muscle Milk Team Cytosport | Greg Pickett Klaus Graf Sascha Maassen                        |
| 2010 | Gesamtsieger  | ALMS      | Northeast Grand Prix                    | Muscle Milk Team Cytosport | Greg Pickett Klaus Graf                                       |
| 2010 | Gesamtsieger  | ALMS      | Grand Prix von Mosport                  | Muscle Milk Team Cytosport | Romain Dumas Klaus Graf                                       |

* Fetter Text (in der Spalte „Rennveranstaltung“) steht für die Pole-Position

* Kursiver Text (in der Spalte „Rennveranstaltung“) steht für die schnellste Rennrunde

## Technische Daten
| Porsche RS Spyder:         | Daten |
| -------------------------- | --- |
| Motor:                     | 8-Zylinder-V-Motor (Viertakt) (Typ MR6)                                                                               |
| Hubraum:                   | 3397 cm³ |
| Bohrung × Hub:             | |
| Leistung bei 1/min:        | 353 kW (480 PS) bei 10300                                                                                             |
| Max. Drehmoment bei 1/min: | 370 Nm bei 7500 |
| Verdichtung:               | |
| Ventilsteuerung:           | 4 Ventile pro Zylinder, je 2 obenliegende Nockenwellen (DOHC)                                                         |
| Kühlung:                   | Öl-Wasserkühlung |
| Getriebe:                  | 6-Gang-Getriebe, Sperrdifferential und Traktionskontrolle, Hinterradantrieb, 3-Scheiben Kohlenstofffaser-Rennkupplung |
| Bremsen:                   | Scheibenbremsen (innenbelüftet) aus kohlenstofffaserverstärkten Bremsscheiben                                         |
| Radaufhängung vorn:        | Doppeldreieckslenker, in Höhe, Sturz und Spur verstellbar                                                             |
| Radaufhängung hinten:      | Doppeldreieckslenker, in Höhe, Sturz und Spur verstellbar                                                             |
| Federung vorn:             | Über Druckstangen betätigte 4-Wege Feder-Dämpfer-Einheiten, Drehstabfedern                                            |
| Federung hinten:           | Über Druckstangen betätigte 4-Wege Feder-Dämpfer-Einheiten, Drehstabfedern                                            |
| Karosserie:                | 2-sitziges Monocoque aus CfK                                                                                          |
| Spurweite vorn/hinten:     | |
| Radstand:                  | |
| Reifen/Felgen:             | Einteilige 18-Zoll-Leichtmetallräder (vorne : 29 × 65 × 18 / hinten : 31 × 71 × 18)                                   |
| Maße L × B × H:            | 4650 × 2000 × 1068 mm                                                                                                 |
| Leergewicht:               | 775 kg (ohne Fahrer und ohne Kraftstoff)                                                                              |
| Höchstgeschwindigkeit:     | 290 km/h |